# Quicksilver (seriefigur)
Quicksilver heter egentligen Pietro Maximoff. Han är en skapelse av serieförlaget Marvel och har förmågan att kunna röra sig mycket snabbt. Han kämpar för mutanters rättigheter på ett något extremt sätt och har på detta vis fått fiender i superhjältegruppen X-Men, vilka också är mutanter.
Han är en vithårig man i 30-årsåldern. Han är son till Magneto och bror till Scarlet Witch. Syskonen jobbade för Magneto i dennes superskurkgrupp Brotherhood of Evil Mutants utan att veta om att han var deras riktiga far.
Quicksilver spelas av Evan Peters i filmerna X-Men: Days of Future Past (2014), X-Men: Apocalypse (2016), Deadpool 2 (2018), X-Men: Dark Phoenix (2019), han är även med i serien WandaVision (2021). En annan version av figuren spelas av Aaron Taylor-Johnson i The Avengers: Age of Ultron (2015). Båda skådespelarna har känt varann sedan tidigare och har även medverkat i en annan superhjältefilm tillsammans kallad Kick-Ass (2010).